# Hypsiboas rufitelus
Hypsiboas rufitelus är en groddjursart som först beskrevs av Martin J. Fouquette, Jr. 1961.  Hypsiboas rufitelus ingår i släktet Hypsiboas och familjen lövgrodor. IUCN kategoriserar arten globalt som livskraftig. Inga underarter finns listade i Catalogue of Life.